# Jef Lowagie
Joseph „Jef” Lowagie (ur. 1 listopada 1903 w Bredene, zm. 18 grudnia 1985 w Brukseli) – belgijski kolarz szosowy, brązowy medalista mistrzostw świata.

## Kariera
Największy sukces w karierze Jef Lowagie osiągnął w 1933 roku, kiedy zdobył brązowy medal w wyścigu ze startu wspólnego amatorów podczas mistrzostw świata w Montlhéry. W zawodach tych wyprzedzili go jedynie dwaj Szwajcarzy: Paul Egli oraz Kurt Stettler. Był to jednak jedyny medal wywalczony przez Lowagiego na międzynarodowej imprezie tej rangi. Na rozgrywanych cztery lata wcześniej mistrzostwach świata w Zurychu w tej samej konkurencji był siódmy. W 1928 roku wystartował na igrzyskach olimpijskich w Amsterdamie, gdzie był trzynasty indywidualnie i piąty w drużynie. Osiem lat później, podczas igrzysk w Berlinie nie ukończył wyścigu ze startu wspólnego, a w wyścigu drużynowym był zawodnikiem nie punktującym (reprezentacja Belgii zdobyła tam brązowy medal).